# Добре темперирано пиано
Добре темпери́рано пиано (на немски: Das wohltemperierte Klavier), BWV 846 – 893, е цикъл произведения на Йохан Себастиан Бах, състоящ се от 48 прелюдии и фуги за пиано, обединени в 2 тома по 24 произведения. Пълното наименование на цикъла е „Добре темперирано пиано, или прелюдии и фуги във всички тонове и полутонове, касаещи както мажорните терции, така и минорните. За полза и употреба на жадното за учение музикално юношество, така и за забавно времепровождение на тези, които вече са преуспели в това учение; съставено и изготвено от Йохан Себастиан Бах – понастоящем на великия княз Анхалт—Кьотенски капелмайстор и директор на камерната музика“; често за обозначаване на произведението се използва неговата абревиатура ДТП.
Първата част е написана от Бах през 1722 г., а втората – значително по-късно, през 1744 г. Пълното наименование било изписано на титулния лист на първа част; а втора част била озаглавена просто „24 прелюдии и фуги“.